# Su hào
Su hào (từ tiếng Pháp: chou-rave, danh pháp hai phần: Brassica oleracea nhóm Gongylodes) là một giống cây trồng thân thấp và mập của cải bắp dại, được chọn lựa vì thân mập, gần như có dạng hình cầu, chứa nhiều nước của nó. Su hào được tạo ra từ quá trình chọn lọc nhân tạo để lấy phần tăng trưởng của mô phân sinh ở thân, mà trong đời thường được gọi là củ. Nguồn gốc tự nhiên của nó là cải bắp dại.
Mùi vị và kết cấu của su hào là tương tự như của thân cải bông xanh hay phần lõi của cải bắp (cả hai loại này là cùng loài với su hào, nhưng khác nhóm giống cây trồng), nhưng nhẹ hơn và ngọt hơn, với tỷ lệ phần cùi thịt/vỏ cao hơn. Ngoại trừ nhóm giống Gigante, thì các giống su hào trồng vào mùa xuân ít khi có kích thước trên 5 cm, do chúng có xu hướng bị xơ hóa, trong khi đó các giống trồng vào mùa thu lại có thể có kích thước trên 10 cm; giống Gigante có thể có kích thước lớn hơn mà vẫn giữ được chất lượng tốt để ăn.
Su hào có thể ăn sống cũng như được đem luộc, nấu. Su hào chứa nhiều chất xơ tốt cho hệ tiêu hóa cũng như chứa các chất như selen, axít folic, vitamin C, kali, magiê và đồng.
Có một vài thứ khá phổ biến, bao gồm White Vienna (Viên trắng), Purple Vienna (Viên tím), Grand Duke (đại công tước), Gigante ("Superschmeltz"- Khổng lồ), Purple Danube (Đa-nuýp tía), và White Danube (Đa-nuýp trắng). Màu của giống vỏ tím chỉ là ở bề mặt, phần ăn được của nó có màu vàng nhạt.
Thị trấn Xã Hamburg, Quận Livingston, Michigan còn có danh hiệu là "Kohlrabi Capital of the World" (Thủ đô su hào của thế giới) và đã từng có lễ hội su hào với 600 người tham dự vào lúc đông nhất, năm 1985 
Tại một số khu vực của người Ấn Độ nói tiếng Hindi tại miền bắc nước này, người ta gọi nó là gaanth gobhi (trong đó ganth nghĩa là mấu, đốt và gobi nghĩa là cải bắp).